# Макаров, Павел Гаврилович
Павел Гаврилович Макаров (1923—1987) — советский учёный и врач-офтальмолог, организатор здравоохранения, доктор медицинских наук, профессор. Заслуженный врач РСФСР. Заслуженный деятель науки РСФСР.

## Биография
Родился 23 сентября 1923 года в селе Средне-Аргунское Читинской области.
С 1941 года после окончания семи классов сельской школы он поступил в Рыбинскую авиационную школу. В июне 1941 года после начала Великой Отечественной войны, в возрасте семнадцати лет, П. Г. Макаров был призван в ряды Рабоче-Крестьянской Красной армии и добровольцем направлен в действующую армию на фронт. Участник Великой Отечественной войны в составе Ленинградского фронта, 1-го Украинского фронта — командир отделения, взвода и артиллерийского истребительного противотанкового дивизиона, участник прорыва блокады Ленинграда, освобождения Украинской ССР и Польши, в бою января 1945 года получил тяжёлое ранение и после лечения в военных госпиталях был комиссован из рядов Советской армии. За участие в войне и проявленные при этом мужество и героизм был награждён орденами Отечественной войны 1-й и 2-й степеней и Красной звезды.
С 1946 по 1951 годы обучался в Красноярском медицинском институте. С 1951 по 1954 годы обучался в клинической ординатуре по кафедре глазных болезней при Красноярском медицинском институте. С 1954 по 1987 год, в течение сорока трёх лет, П. Г. Макаров работал — главным офтальмологом Красноярского краевого отдела здравоохранения, основное внимание уделял разработанной им программе по ликвидации в Красноярском крае хронического заболевания глаз — трахомы. С 1963 по 1973 годы П. Г. Макаров был разработчиком и основным реализатором долгосрочной программы по охране зрения у детей, это программа в последующем получило заслуженное признание как в советском союзе так и в мире, эта программа была удостоена девятью медалями ВДНХ СССР. Был организатором
Красноярского краевого центра микрохирургии глаза, названный впоследствии его именем.
В 1962 году защитил диссертацию на соискание учёной степени — кандидат медицинских наук, в 1971 году — доктора медицинских наук по теме: «Заболеваемость глазными болезнями населения Красноярского края и организация офтальмологической помощи». Одновременно с научно практической деятельностью начал заниматься и педагогической работой: с 1973 по 1987 год был — заведующим кафедрой глазных болезней Красноярского медицинского института.
П. Г. Макаров был автором более ста научных работ, в том числе трёх монографий и четырёх сборников, а также ряда изобретений. Под руководством П. Г. Макарова были выполнены двадцать кандидатских и докторских диссертации. Помимо основной работы занимался и общественной деятельностью: был членом Президиума Всесоюзного общества офтальмологов, председателем Правления Красноярского краевого общества офтальмологов, членом Научного совета при Красноярском краевом комитете КПСС и членом Учёного совета по хирургической офтольмологии при Министерстве здравоохранения РСФСР.
Скончался 8 сентября 1987 года в Красноярске

## Награды

### Ордена
- Три Ордена Отечественной войны I, I и II степени (06.04.1985[6], 08.03.1945, 07.04.1943)
- Орден Трудового Красного Знамени
- Орден Красной Звезды (25.04.1944)
- Медаль «За победу над Германией в Великой Отечественной войне 1941—1945 гг.»

### Звания
- Заслуженный врач РСФСР (1962)
- Заслуженный деятель науки РСФСР

## Память
- В 1989 году Красноярскому областному центру микрохирургии глаза было присвоено имя П. Г. Макарова
- С 26 по 27 сентября 2013 года в Красноярске прошла межрегиональная научно-практическая конференция «Современные медицинские и информационные технологии в офтальмологии», посвященная 90-летию со дня рождения профессора П. Г. Макарова